# Lodewijk Prins
Lodewijk Prins est un joueur d'échecs néerlandais né le 27 janvier 1913 à Amsterdam et mort le 11 novembre 1999. Vainqueur des tournois de Birmingham 1937 et 1939, de Gijon 1947, de Beverwijk 1948, de Madrid 1951 et de Taragone 1954, il reçut le titre de maître international en 1950. Champion des Pays-Bas en 1965, il a représenté son pays à toutes les olympiades de 1936 à 1968 ainsi qu'au tournoi interzonal de 1952. Son nom a été donné à une variante de la défense Grünfeld (7… Ca6). En 1982, la Fédération internationale des échecs lui a décerné le titre de grand maître international honoraire. Il était arbitre international depuis 1960.

## Biographie et carrière

### Formation
Lodewijk Prins est né à Amsterdam en janvier 1913. De profession, Prins était professeur dans l'université technique de Enschede. Il apprit à jouer aux échecs à quatre ans. Pendant 10 ans, il joua dans le club du VAS (Verenigd Amsterdams Schaakgenootschap) d'Amsterdam.

### Années 1930
En 1934, Prins remporta le tournoi du groupe 1 de la fédération néerlandaise.  En juin-juillet 1936, il finit troisième ex æquo du championnat des Pays-Bas. Pendant l'été, lors du fort tournoi international de Zandvoort (remporté  par Fine devant Euwe et Kérès), il finit dernier, puis il termina vainqueur du tournoi d'août de la fédération néerlandaise. En 1937, Prins gagna la section 2 du tournoi de Baarn devant Tartakover et le groupe 1 du tournoi  de la fédération néerlandaise. En 1938, il termina huitième du championnat des Pays-Bas remporté par Max Euwe. En 1940, il termina deuxième derrière Euwe du tournoi d'Amsterdam et remporta le tournoi de Leeurwarden, ex æquo avec Cortlever et Landau.
Dans les années 1930 et 1940, Prins était un des seuls joueurs néerlandais, avec Euwe et Landau, à disputer régulièrement des tournois en dehors des Pays-Bas.
À 18 ans, il participa au tournoi de Hastings 1931-1932, dans le tournoi Major A où il marqua 5 points sur 9. En 1932-1933, il remporta le tournoi Major B à Hastings avec 7 points sur 9. En 1933-1934, Prins finit sixième du tournoi premier reserves avec la moitié des points (4,5 / 9) ; le tournoi fut remporté par Georges Koltanowski. En 1934-1935, il finit troisième du Premier Reserves de Hastings remporté par Koltanowski et Tylor. En avril-mai 1935, il remporta la finale B du tournoi de Margate. En 1935-1936, au tournoi de Hastings, il remporta la section 2 du Premier Reserves, ex æquo avec quatre autres joueurs dont Jacques Mieses. En 1936-1937, au tournoi de Hastings, il remporta la section 1 du Premier Reserves avec 7 points sur 9. En janvier 1937, il remporta le tournoi de Birmingham, ex æquo avec Erich Eliskases et devant William Winter et Georges Koltanowski. En 1939, il remporta à nouveau le tournoi de Birmingham, puis il finit treizième du tournoi de Paris remporté par Rossolimo.

### Années 1940 et 1950
En 1939, Prins participait à l'olympiade de Buenos Aires. Lorsque la Seconde Guerre mondiale éclata, Il envisagea de rester en Argentine car il était juif. À la fin de la guerre, il dut se cacher.
Après la guerre, Prins participa pour la première fois au tournoi Premier de Hastings en 1945-1946 et finit septième avec 5 points sur 11. En janvier 1946, il finit sixième du tournoi de Londres (section A remportée par Herman Steiner). La même année, il remporta le tournoi de Leeurwarden devant Cortlever, le groupe 2 du tournoi de Leyde, et finit cinquième du tournoi de maître de Maastricht remporté par Euwe. En 1947, il termina avant-dernier du tournoi premier de Hastings (1946-1947), troisième du tournoi d'Avilés en Espagne, deuxième du tournoi de Baarn et remporta le tournoi de Gijon en Espagne. En 1948, il remporta le dixième tournoi de Beverwijk devant Van Scheltinga, Rossolimo et O'Kelly. Il finit cinquième à Baarn, troisième à Rogaška Slatina en Yougoslavie et troisième ex æquo à Gijon. Lors du très fort tournoi international de Karlovy Vary-Mariánské Lázně, il termina onzième avec 9 points sur 19. En 1949, il finit troisième à Gijon  et huitième du mémorial Réti à Trenčianske Teplice. La même année, en novembre-décembre, il fut troisième à Venise (victoire de Szabo devant Rossolimo) en devançant Golombek, Foltys, Barcza, Gligoric et Tartakover. En match par équipe, il fit match nul contre Benko à Budapest et Pachman à Prague. En 1950, il termina quatrième à Gijon (victoire de Rossolimo) et battit Henri Grob en match à Zurich.
En 1951, Prins finit troisième du tournoi zonal de Bad Pyrmont, derrière Svetozar Gligorić et se qualifia pour le tournoi interzonal de Stockholm où il finit dernier.

## Olympiades d'échecs
En 1936, Prins participa à l'olympiade d'échecs officieuse de Munich au deuxième échiquier et marqua 8 points sur 19. Par la suite, il prit part à toutes les olympiades officielles de 1937 à 1968 et remporta deux médailles d'argent individuelles (en 1939 au 4e échiquier et en 1950 au 3e échiquier) et une médaille de bronze individuelle (en 1968 en tant que deuxième remplaçant). En 1956, il joua au premier échiquier. Il joua deux fois au deuxième échiquier : en 1952 et 1966.

## Contribution à la théorie des ouvertures
La variante Prins est une variante de la défense Grünfeld, sous-variante de variante russe (code ECO D97) : 1. d4 Cf6 ; 2. c4 g6 ; 3. Cc3 d5 ; 4. Cf3 Fg7 ; 5. Db3 dxc4 ; 6. Dxc4 O-O ; 7. e4 Ca6. Prins joua cette variante en 1940 à Amsterdam dans une partie contre Hans Kmoch.

## Publications
- (nl) Lodewijk Prins, Met de Shaakmeesters op oorlogspad, 1940traduit en anglais sous le titre Master Chess (1950)
- (nl) Lodewijk Prins et Max Euwe, Het Schaakphenomeen Jose Raoul Capablanca Y Graupera :19 November 1888 - 8 Maart 1942, 1948traduit en allemand sous le titre Capablanca - Das Schachphänomen, 1952.

Prins est également l'auteur, en 1945, de la traduction Meet the Masters du livre de Max Euwe et Hans Kmoch, Zoo Schaken Zij (Comment ils jouent aux échecs).